# Nervilia lanyuensis
Nervilia lanyuensis är en orkidéart som beskrevs av Shao Shun Ying. Nervilia lanyuensis ingår i släktet Nervilia och familjen orkidéer. Inga underarter finns listade i Catalogue of Life.